# Crystal Reed
Pour les articles homonymes, voir Reed.
Crystal Marie Reed née le 6 février 1985 à Roseville dans le Michigan est une actrice américaine. Et elle est surtout connue pour avoir joué le rôle de Allison Argent dans la série Teen Wolf et joué le rôle d'Elizabeth Keller dans le film Ghostland.

## Biographie
Crystal est originaire de Roseville dans le Michigan. Dès son plus jeune âge, elle a commencé à étudier la danse et était capitaine de danse au lycée. Elle était aussi un membre actif de la communauté locale de théâtre et jouait dans plusieurs pièces de théâtre telles que : Annie, Un violon sur le toit et Grease. Elle est allée à l'université de Wayne State à Détroit (Michigan) et faisait partie du programme du Bachelor of Fine Arts. Par la suite, elle s'est installée à Chicago et a joué dans de nombreuses pièces de théâtre. En décembre 2008, elle s'est installée à Hollywood, un quartier de Los Angeles (Californie) afin de devenir actrice.
Elle a lancé sa carrière d'actrice en 2010, à l'âge de 25 ans, en apparaissant dans un épisode des Experts, Rizzoli et Isles, Les Experts : Manhattan et Hard Times. Crystal a joué le rôle d'Allison Argent, l'un des personnages principaux, dans la série, dramatique /fantastique Teen Wolf, à partir de juin 2011 à mars 2014. En mars 2014, il a été annoncé qu'elle avait décidé de quitter la série, afin de travailler sur d'autres projets. En 2016, elle revient dans la série le temps d'un épisode de la cinquième saison dans le rôle de Marie-Jeanne Valet, une ancêtre d'Allison Argent. Elle rejoint la série Gotham pour la saison 4, interprétant Sofia Falcone, fille du parrain Carmine Falcone.

## Vie privée
En 2008, à 23 ans, Crystal épouse Peter John Nottoli dans sa ville natale. Ils se séparent deux ans plus tard et divorcent officiellement en 2011. En 2010, elle fréquente brièvement l'acteur Oliver Trevena.
En 2011, elle entame une relation avec l'acteur britannique Daniel Sharman - son partenaire dans Teen Wolf, dont elle se sépare en juin 2013. Elle a ensuite partagé la vie de l'animateur écossais Darren McMullen de 2013 à 2019.
En mars 2019, elle commence à fréquenter sa co-star dans Swamp Thing, Maria Sten, elles officialisent leurs relation sur Instagram en décembre de la même année, mais elles finissent par rompre en avril 2020.

## Filmographie

### Cinéma
- 2010 : Skyline de  Greg et Colin Strause : Denise
- 2011 : Crazy, Stupid, Love. de Glenn Ficarra et John Requa : Amy Johnson
- 2012 : Jewtopia de Bryan Fogel : Rebecca Ogin
- 2013 : Crush de Malik Bader : Bess
- 2015 : Too Late de Dennis Hauck : Dorothy
- 2018 : Ghostland de  Pascal Laugier : Beth Keller
- 2022 : Pinball : The Man Who Saved The Game : Ellen
- 2023 : Teen Wolf: The Movie de Russell Mulcahy : Allison Argent

### Télévision
- 2010 : Les Experts (CSI: Crime Scene Investigation) : Julie
- 2010 - 2011 : Hard Times (Série TV) : Renee
- 2010 : Rizzoli and Isles (Série TV) : Natalie
- 2010 : Les Experts : Manhattan (CSI: NY) (Série TV) : Julie Roday
- 2011 : Drop Dead Diva (Série TV) : Ali
- 2011-2016 : Teen Wolf : Allison Argent / Marie-Jeanne Vallet
- 2017 - 2018 : Gotham (Série TV) : Sofia Falcone
- 2019 : Swamp Thing (Série TV) : Abby Arcane

## Voix françaises
- Jessica Monceau dans :
  - Teen Wolf (série télévisée)
  - Ghostland
  - Teen Wolf: Le Film

- Olivia Dalric dans (les séries télévisées) :
  - Gotham
  - Swamp Thing

Et aussi
- Alexia Papineschi dans Drop Dead Diva (série télévisée)

## Distinctions
| Année | Cérémonie                            | Catégorie                                                       | Travail Récompensé | Résultat |
| ----- | ------------------------------------ | --------------------------------------------------------------- | ------------------ | -------- |
| 2011  | 13e cérémonie des Teen Choice Awards | Meilleure actrice dans une série de science-fiction/fantastique | Teen Wolf          | Nommée   |
| 2011  | 13e cérémonie des Teen Choice Awards | Meilleure actrice de série télévisée de l'été                   | Teen Wolf          | Nommée   |
| 2012  | 14e cérémonie des Teen Choice Awards | Meilleure actrice de série télévisée de l'été                   | Teen Wolf          | Nommée   |
| 2013  | 15e cérémonie des Teen Choice Awards | Meilleure distribution                                          | Teen Wolf          | Lauréat  |
| 2017  | ComicBook Golden Issue Awards 2017   | Meilleur Ship                                                   | Gotham             | Nommée   |
| 2017  | ComicBook Golden Issue Awards 2017   | Meilleure distribution                                          | Gotham             | Nommée   |